# Skippers Corner
Skippers Corner és una concentració de població designada pel cens dels Estats Units a l'estat de Carolina del Nord. Segons el cens del 2000 tenia 1.246 habitants.

## Demografia
Segons el cens del 2000, Skippers Corner tenia 1.246 habitants, 427 habitatges i 351 famílies. La densitat de població era de 198 habitants per km².
Dels 427 habitatges en un 41% hi vivien nens de menys de 18 anys, en un 70,5% hi vivien parelles casades, en un 8,2% dones solteres, i en un 17,6% no eren unitats familiars. En el 13,1% dels habitatges hi vivien persones soles el 4,2% de les quals corresponia a persones de 65 anys o més que vivien soles. El nombre mitjà de persones vivint en cada habitatge era de 2,75 i el nombre mitjà de persones que vivien en cada família era de 3,01.
Per edats la població es repartia de la següent manera: un 23,4% tenia menys de 18 anys, un 9,6% entre 18 i 24, un 28,7% entre 25 i 44, un 28,3% de 45 a 60 i un 10% 65 anys o més.
L'edat mediana era de 39 anys. Per cada 100 dones de 18 o més anys hi havia 96,7 homes.
La renda mediana per habitatge era de 40.938 $ i la renda mediana per família de 44.063 $. Els homes tenien una renda mediana de 34.688 $ mentre que les dones 21.722 $. La renda per capita de la població era de 22.533 $. Entorn del 8,5% de les famílies i el 13,1% de la població estaven per davall del llindar de pobresa.

## Poblacions més properes
El següent diagrama mostra les poblacions més properes.